# Orfelia bicolor
Orfelia bicolor är en tvåvingeart som först beskrevs av Pierre Justin Marie Macquart 1826.
Orfelia bicolor ingår i släktet Orfelia och familjen platthornsmyggor. Arten är reproducerande i Sverige.